# Preußens Gloria
Preußens Gloria (Pruisens Gloria) is een Duitse militaire mars uit de negentiende eeuw. 
Johann Gottfried Piefke (1817-1884) componeerde de mars nadat de Pruisen het Franse leger had overwonnen in de Frans-Duitse Oorlog van 1871 en onder Pruisische leiding het Duitse Keizerrijk tot stand kwam. De mars bleef een lange tijd onbekend totdat keizer Wilhelm II de mars tijdens de wisseling van de wacht hoorde. Hij was zo onder de indruk dat hij de mars bij elke wachtwisseling als parademars wilde horen. 
Tegenwoordig speelt het Duitse leger Preußens Gloria tijdens militaire ceremonies.